# Antonio Raggi
Ercole Antonio Raggi detto il Lombardo (Vico Morcote, 1624 – Roma, 1686) è stato uno scultore svizzero-italiano.

## Biografia
Principale collaboratore e allievo di Giovan Lorenzo Bernini per circa trent'anni, comincia la propria formazione presso lo studio di Alessandro Algardi, maestro da cui deriva lo stile aulico e solenne dei volti, ma la sua individualità verrà alla luce solamente nel 1647 con il passaggio nell'atelier di Giovan Lorenzo Bernini, di cui diverrà l'allievo più vicino e sicuramente il più prolifico, per effetto di quel modo di lavorare adottato da Bernini nella seconda metà della propria carriera artistica, cioè di creare un vero e proprio atelier assegnando di volta in volta l'esecuzione dei propri disegni ai suoi allievi.
E di questi, Raggi era sicuramente il più abile a interpretare l'estetica e la ricerca del maestro, ai modi del quale sarà prossimo in diversi primi lavori e da cui attingerà alla forte ricerca sull'utilizzo della luce nella messa in opera delle sculture, qualità che lo farà designare da Francesco Borromini quale esecutore di opere da inserire in proprie architetture, come nel caso di San Giovanni dei Fiorentini e di San Carlo alle Quattro Fontane.
In questi anni (1665-1676) Raggi elabora il suo stile unico, coniugando l'esempio dei suoi due maestri e creando quelle opere che sembrano rappresentare popolani romani e insieme divinità.

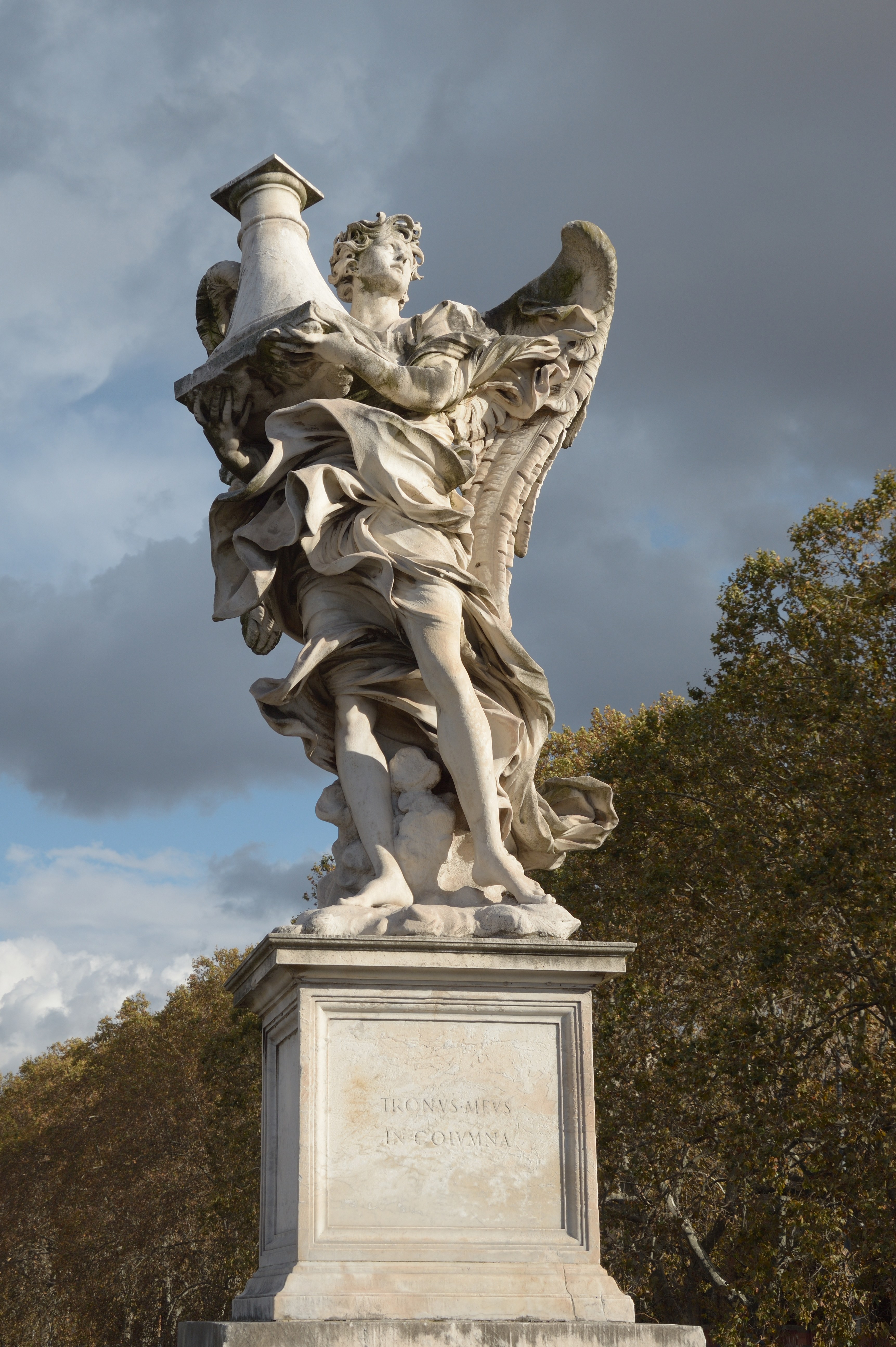
Angelo con la colonna, Ponte Sant'Angelo, Roma.

## Opere
Una delle sue opere più belle è la grande pala marmorea dedicata a Santa Cecilia in Sant'Agnese in Agone dove il suo afflato berniniano si confronta con il forte impianto algardiano del suo "collega" Ercole Ferrata nella pala gemella dedicata a Santa Emerenziana.
Nel 1656 lavora a Santa Maria della Pace realizzando su incarico di papa Alessandro VII la figura di San Bernardino da Siena per la Cappella Chigi e i putti al lato dei medaglioni posti ai lati della facciata di Pietro da Cortona.
Il 1º luglio 1657 viene eletto Principe dell'Accademia di San Luca.
Nel 1665 inizia il grande gruppo scultoreo del Battesimo di Cristo con Dio Padre in Gloria inserito nell'altare maggiore creato dal Borromini per San Giovanni dei Fiorentini in Roma.
Tra le sue altre opere la Vergine col Bambino nella chiesa di Saint-Joseph-des-Carmes a Parigi (1650-1651), il completamento della decorazione in stucco della Collegiata di San Tommaso di Villanova in Castel Gandolfo (1660-1661), la decorazione di stucco di Sant'Andrea delle Fratte del Bernini (1662-1665), le statue di San Bernardino e papa Alessandro VII per il Duomo di Siena e quella di San Benedetto orante per il Sacro Speco di Subiaco e, sempre a Roma, il gruppo scultoreo del Noli me tangere per la Chiesa dei Santi Domenico e Sisto.
Su disegno del Bernini ha scolpito uno dei dieci angeli - forse il più bello - che portano gli strumenti della Passione sul Ponte Sant'Angelo, l'angelo con la colonna, e la statua del Danubio, completato nel 1651 nella Fontana dei Quattro Fiumi in Piazza Navona.
Sua è pure in larga parte la decorazione scultorea che integra l'affresco sulla volta della Chiesa del Gesù dell'altro allievo di Bernini, Giovan Battista Gaulli detto Baciccio. A fianco del portale della facciata del Palazzo ducale di Sassuolo si trovano due sue statue raffiguranti una Galatea e l'altra Nettuno.
Nel 1683 realizza il monumento per il cardinale Bonaccorso Bonaccorsi nella Basilica della Santa Casa di Loreto.
Suoi stretti collaboratori furono Leonardo Reti, Michele Maglia e Paolo Naldini.